# One Week
One Week (bra: Uma Semana) é um curta-metragem de comédia mudo americano de 1920, estrelado por Buster Keaton, a primeira produção de filme independente que ele lançou. O filme foi escrito e dirigido por Keaton e Edward F. Cline, e dura 19 minutos. Sybil Seely coestrela. O filme contém um grande número de piadas visuais inovadoras, em grande parte pertencentes à casa ou às escadas.
Em 2008, One Week foi selecionado para preservação no Registro Nacional de Filmes dos Estados Unidos pela Biblioteca do Congresso como sendo "culturalmente, historicamente ou esteticamente significativo".

## Enredo

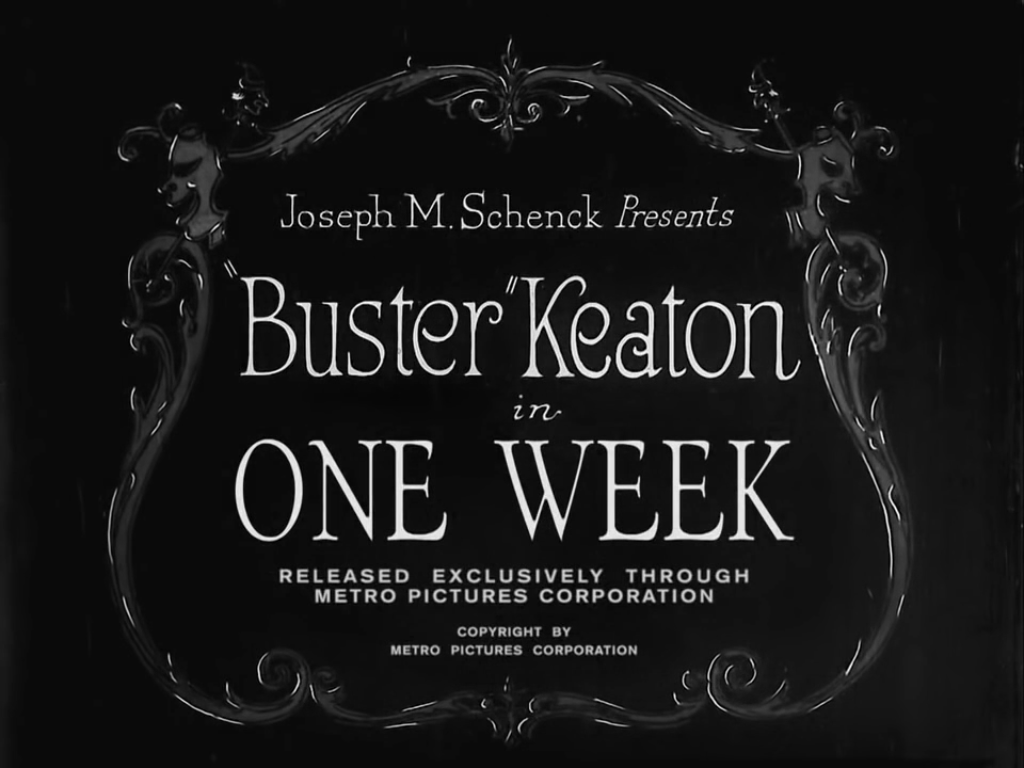
Cartão de título Buster Keaton One Week

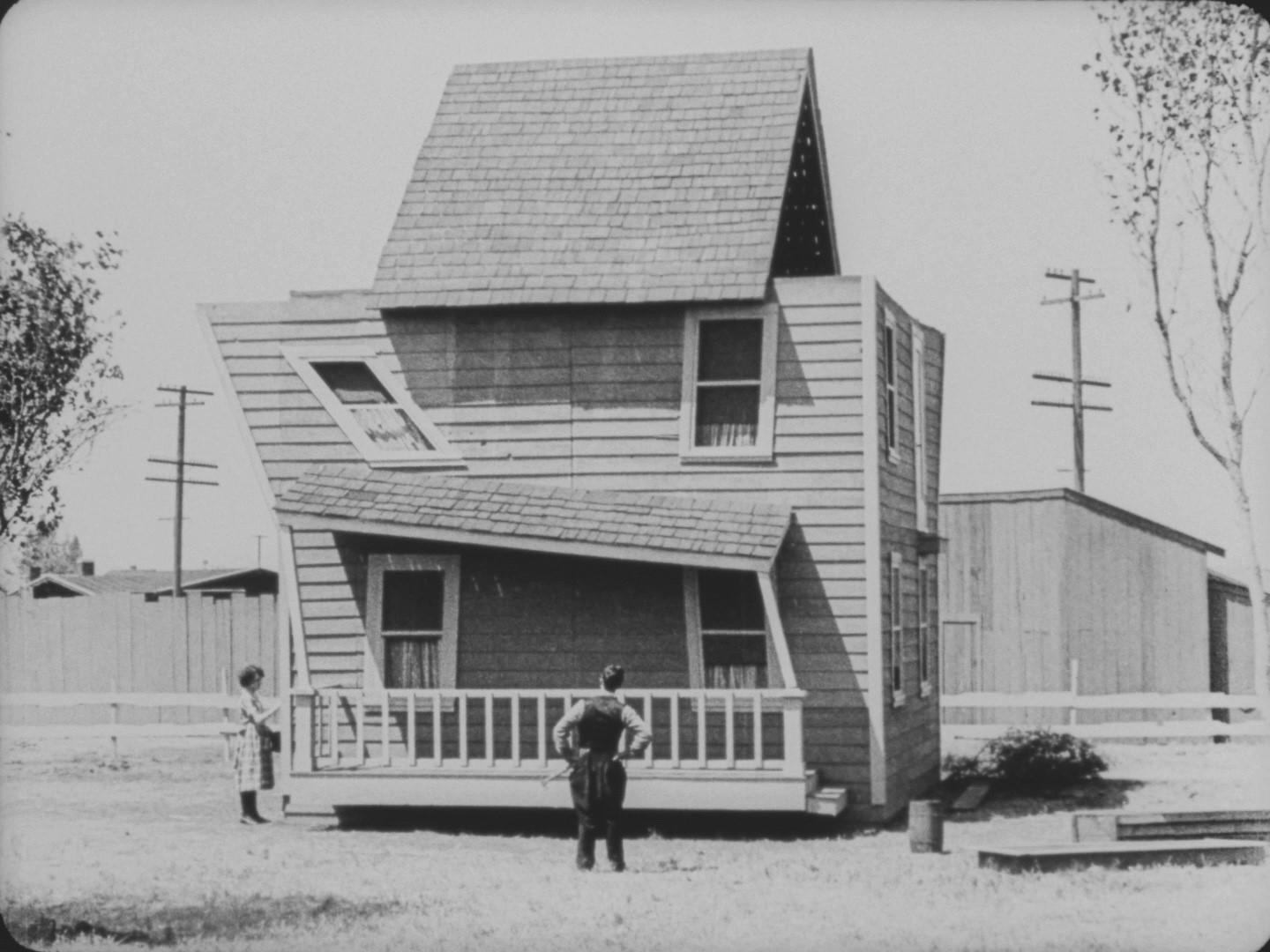
Keaton admira sua casa do tipo "faça você mesmo"

A história envolve um casal recém-casado que recebe uma casa do tipo “faça você mesmo” como presente de casamento. A casa pode ser construída, supostamente, em "uma semana". O noivo luta para montar a casa de acordo com esse novo “arranjo”. O resultado é uma estrutura assimétrica com paredes giratórias, utensílios de cozinha no exterior e portas no piso superior que se abrem para o ar rarefeito. Durante uma festa de inauguração na sexta-feira 13, uma tempestade gira a casa e seus ocupantes como um carrossel.
Como se isso não bastasse, o casal descobre que construiu a casa no lote errado e deve mudá-la. Eles conseguem movê-lo em rolos, mas ele para nos trilhos da ferrovia. O casal tenta tirá-lo do caminho de um trem que se aproxima, que acaba passando nos trilhos vizinhos. Enquanto o casal parece aliviado, a casa é imediatamente atingida e demolida por outro trem vindo na direção oposta. O noivo olha para a cena, coloca uma placa de 'Vende-se' com a pilha (anexando as instruções de construção) e vai embora com a noiva.

## Elenco
- Buster Keaton como o noivo
- Sybil Seely como a noiva
- Joe Roberts como motor do piano

## Produção

### Desenvolvimento
One Week provavelmente foi inspirado em Home Made, um curta-metragem educacional produzido pela Ford Motor Company em 1919 para promover casas pré-fabricadas. Keaton usou vários elementos vistos no filme, incluindo "o casamento, o Modelo T e o uso das páginas de um calendário diário para mostrar a casa sendo construída em uma semana" em sua paródia cômica.
Knopf observa que One Week é a primeira tentativa de Keaton de se afastar de uma narrativa baseada em enredo, como ele empregou em seu filme anterior The High Sign, para extrair mais e mais piadas de alguns elementos básicos - neste caso, a casa e as escadas.
De acordo com Kevin Brownlow, One Week "estabeleceu o estilo para todos os Keatons futuros; a sequência de gag de abertura... a construção lenta... o clímax frenético... e então aquele clímax superado pela sequência final ". Além disso, o filme lançou a base para as técnicas cinematográficas de seus futuros filmes: "As configurações simples, a iluminação plana da comédia, o uso escasso de títulos - e a excelência geral da direção".
Virginia Fox, que havia sido contratada para o último filme, foi substituída por Sybil Seely, que estrelou One Week . No entanto, a ideia de combinar os filmes nunca se concretizou.

### Casting
Sybil Seely interpreta a jovem noiva em sua estreia no cinema. O rival travesso ("Handy Hank") é um ator desconhecido.Joe Roberts teve um breve papel como um homem forte do piano.

### Filmagem e efeitos especiais
Muitos efeitos especiais, como a casa girando durante uma tempestade e a colisão do trem, foram filmados no momento em que ocorreram e não foram modelados. A casa foi construída em uma plataforma giratória para que pudesse girar durante a cena da tempestade. A colisão do trem foi filmada na estação de trem de Inglewood.
Keaton reutilizou a lateral de um prédio caindo sobre ele, mas emergindo ileso na abertura de uma janela na parede, do filme Back Stage de Fatty Arbuckle–Keaton; ele reutilizaria a mesma piada em The Blacksmith (1922) e Steamboat Bill, Jr.(1928).
A queda de dois andares de Keaton depois de sair do banheiro foi uma das poucas vezes em que ele se machucou gravemente. Seus braços e costas incharam algumas horas após as filmagens. Seu preparador físico deu-lhe banhos quentes e frios e depois tratou o inchaço com azeite de oliva e linimento para cavalos.
O filme é conhecido por uma cena picante (para a época) envolvendo o personagem de Seely tomando banho. Ela deixa cair uma barra de sabão da banheira e espera até que (como uma mordaça de quebrar a quarta parede) a mão de alguém seja colocada sobre a lente da câmera para que ela possa se inclinar e pega-lo. Embora pretendida como uma piada, a cena apareceu em vários documentários como um exemplo de censura pré-Hays Code.

## Lançamento
One Week foi lançado em 1º de setembro de 1920. É considerado o primeiro dos lançamentos independentes de Keaton, embora ele tivesse filmado The High Sign anteriormente. Keaton considerou o último filme um esforço inferior para estrear e o lançou no ano seguinte, quando estava convalescendo de uma lesão. One Week foi um dos lançamentos de maior bilheteria de 1920.

## Recepção
A critica do New York Times disse: " One Week, um trabalho de Buster Keaton, é mais divertido do que a maioria das comédias de truques e truques". O Muncie Evening Press escreveu: "'One Week' de Buster Keaton é uma das imagens mais engraçadas já feitas e coloca Buster firmemente de pé como estrela".
O Santa Clarita Valley Signal escreveu: "Se Buster Keaton em 'One Week' se soltasse em um museu, ele faria cócegas nas múmias de novo. Você nunca conheceu uma diversão tão rápida e furiosa quanto a que este comediante inteligente provoca em sua maravilha de sete dias". O Akron Evening Times concorda: "Tem dois rolos de comprimento e cada metro dos dois rolos está repleto de situações de comédia e 'piadas' que dariam início a gargalhadas em uma convenção de agente funerário".
O Los Angeles Evening Express escreveu: "'One Week' de Buster Keaton se destaca em uma classe de comédia por si só". No início de 1921, o filme estava sendo denominado "uma das famosas comédias de Buster Keaton".
Mais de meio século depois, o crítico de teatro e cinema do New York Times, Walter Kerr, escreveu em seu livro de 1975, The Silent Clowns, "Assistir a dezenas e dezenas de comédias curtas do período e depois chegar a One Week é ver aquele coisa que nenhum homem jamais viu: um jardim no momento da floração."

## Outros usos
Alguns dos temas de One Week foram reutilizados no curta-metragem dos Três Patetas, The Sitter Downers (1937).